# José María Orihuela
José María Orihuela fue un abogado de origen boliviano que tuvo una importante actuación como funcionario y legislador en la Provincia de Salta.

## Biografía
José María Orihuela nació en Bolivia. Tras graduarse de doctor en jurisprudencia en la Universidad Mayor Real y Pontificia San Francisco Xavier de Chuquisaca se involucró en la política de su país hasta verse obligado a emigrar a la provincia de Salta, República Argentina, junto al futuro presidente de Bolivia José María Linares.
Afincado definitivamente en la ciudad de Salta, Orihuela se dedicó al ejercicio de su profesión, siendo nombrado fiscal y juez de primera instancia. 
En 1855 fue elegido diputado ante la Convención que dictó la Constitución de la provincia de Salta, cuyo proyecto elaboró conjuntamente con los doctores Casimiro Olañeta, Vicente Anzoátegui, Juan de Dios Usandivara, Isidoro López y Benjamín Villafañe.
En 1856 el gobernador de Salta general Dionisio Puch lo designó ministro de gobierno y en 1857 fue designado miembro de la cámara de Justicia de Salta junto a los doctores José Benjamín Dávalos y Nicolás Carenzo.
En 1867 debió instruir el correspondiente sumario ante la invasión del caudillo Felipe Varela.
El 30 de septiembre de 1879 su hijo José María Orihuela Morón falleció dirigiendo la defensa del gobernador de la provincia de Jujuy Martín Torino.
En 1888 fue nuevamente electo convencional constituyente. Falleció en su ciudad adoptiva el 22 de febrero de 1904. Estaba casado con Leonor Morón Ubierna con quien tuvo tres hijos Elvira, el mencionado José María (1851-1879) y Clara Orihuela Morón.